# Paul de Rutté
Paul de Rutté (30 avril 1871, Mulhouse - 6 juin 1943) est un architecte français de styles art déco et moderne. Il a notamment collaboré avec Joseph Bassompierre et Paul Sirvin au sein de l'Office des habitations à loyer modéré du département de la Seine.

## Formation
Élève de Léon Ginain, il est diplômé de l'école des Beaux-Arts en 1898.

## Réalisations
Les trois architectes ont construit ensemble la cité-jardin Paul-Bert à Drancy.
Ils ont achevé les travaux de la Cité-jardin de la Butte-Rouge à Châtenay-Malabry.

## Postérité
Il existe une avenue Paul-de-Rutté située à Châtenay-Malabry.